# Breaking In (film)
Pour les articles homonymes, voir Breaking In.
Pour plus de détails, voir Fiche technique et Distribution.
Breaking In est un film américain réalisé par Bill Forsyth et sorti en 1989.

## Synopsis
Ernie Mullins, braqueur professionnel, choisit Mike Lafebb, jeune voleur inexpérimenté, pour devenir son apprenti. Ensemble, ils réalisent des vols spectaculaires jusqu'à ce que Mike commette une erreur qui va lui valoir la prison. Il a le choix entre raccourcir sa peine en dénonçant son complice, ou passer sous silence ses activités et passer un long séjour derrière les barreaux.

## Fiche technique
Sauf indication contraire, les données ci-dessous sont issues de l'Internet Movie Database (voir lien externe)
- Titres français et original : Breaking In
- Réalisation : Bill Forsyth
- Scénario : John Sayles, d'après sa propre œuvre
- Décors : Woody Crocker
- Montage : Michael Ellis
- Musique : Michael Gibbs
- Directeur de la photographie : Michael Coulter
- Production :
  - Harry Gittes
  - Andrew Meyer
- Société de production :
  - The Samuel Goldwyn Company
- Société de distribution :
  - The Samuel Goldwyn Company
- Pays de production :  États-Unis
- Langue d'origine : anglais
- Format : couleur - 35 mm - 1.85:1
- Genre : comédie
- Durée : 94 minutes
- Dates de sortie :
  - États-Unis : 9 octobre 1989 (festival du film de New York)
  - Royaume-Uni : 31 août 1990

## Distribution
- Burt Reynolds : Ernie Mullins
- Casey Siemaszko : Mike Lafebb
- Sheila Kelley : Carrie
- Lorraine Toussaint : Delphine
- Albert Salmi : Johnny Scot
- Harry Carey Jr. : un joueur de poker
- Maury Chaykin : Vincent Tucci
- Stephen Tobolowsky : le procureur

## Récompenses et distinctions
- Le film est nommé, en 1989, au Festival du cinéma américain de Deauville, pour le prix de la critique internationale, mais n'obtient pas le prix. Il est également nommé pour le Grand Prix au Festival international du film de Tokyo en 1990, mais là encore, n'est pas primé[1].